# Osteuropa-Recht
Osteuropa-Recht (OstEurR bzw. OER) ist eine juristische Fachzeitschrift, die sich der Rechtsentwicklung in den Staaten Mittel- und Osteuropas einschließlich der Nachfolgestaaten der Sowjetunion widmet.
In Aufsätzen, Kurzberichten und Dokumentationen wird der Leser über das geltende Recht und die Rechtsentwicklung in dieser Region unterrichtet. Berichte über Institutionen, Tagungen und Konferenzen, Studiengänge und Publikationen, die diese Materie allein oder auch zum Gegenstand haben, vermitteln Einblicke in Osteuropastudien und -forschung in Deutschland und im übrigen Europa. Im Mittelpunkt stehen dabei das Verfassungsrecht, Staatsrecht und Verwaltungsrecht sowie das Wirtschaftsrecht. Andere Rechtsgebiete werden aus gegebenem Anlass ebenfalls berücksichtigt, stehen aber nicht im Vordergrund. In den Gerichtschroniken werden den Lesern des Weiteren wichtige in den Beobachtungsstaaten ergangene Entscheidungen – vor allem der Verfassungsgerichte – sowie Urteile des Europäischen Menschenrechtsgerichtshofs in Straßburg, die einen ost- oder mitteleuropäischen Staat betreffen, vorgestellt.
Die Zeitschrift Osteuropa-Recht wird im Auftrag der Deutsche Gesellschaft für Osteuropakunde e. V. von Burkhard Breig, Caroline von Gall, Angelika Nußberger, Carmen Schmidt, Bernd Wieser, Fryderyk Zoll, herausgegeben. Mit dem 64. Jahrgang 2018 erscheint sie im Nomos Verlag.
Bis Ende 2011 leitete Carmen Schmidt die Redaktion in Zusammenarbeit mit dem Institut für Ostrecht der Universität zu Köln.